# Дъщерен език
Дъщерен език е език, който произлиза от друг език чрез процес на родствена дивергенция. Когато повече от един език се развива от общ праезик, тези дъщерни езици образуват езиково семейство. Концепцията за дъщерен език е приложима към дървовидния модел в историческата лингвистика, описващ еволюцията на езиците чрез тяхната диверсификация от общ предшественик.
Например, българският език е дъщерен език на праславянския, който от своя страна е дъщерен език на праиндоевропейския.